# Gio Gonzalez
Giovany A. Gonzalez (* 19. září 1985, Hialeah, Florida, USA) je americký baseballista hrající americkou Major League Baseball za tým Washington Nationals. Hraje na pozici nadhazovače.
První zápas v MLB odehrál 6. srpna 2008 za tým Oakland Athletics, za který nastupoval v letech 2008-2011. Od sezóny 2012 hraje za tým Washington Nationals.
Ke konci sezóny 2011 odehrál v MLB 127 zápasů, ve kterých si připsal 59 vítězství a 40 proher. Zaznamenal 718 strikeoutů a hodnotu ERA měl 3,65.